# Shenzhou 7
Shenzhou 7 (traditionell kinesiska: 神舟七號?, förenklad kinesiska: 神舟七号?, pinyin: shénzhōu qīhào) var den tredje bemannade kinesiska rymdfärden. Under rymdfärden utfördes Kinas första rymdpromenad. Flygningen utgjorde en del av Projekt 921 inom Kinas rymdprogram och det så kallade Shenzhouprogrammet.
Under rymdfärden utfördes flera olika experiment. Bland annat testade man en minisatellit, med uppgift att bevaka rymdfarkosten utifrån. Den 28 september återinträdde farkosten i jordens atmosfär och landade i Siziwang, Inre Mongoliet, efter tre dagar i rymden.

## Rymdpromenaden
Zhai Zhigang och Liu Boming blev den 27 september de första kineserna att utföra en rymdpromenad. Därmed är Kina det tredje landet som genomfört en rymdpromenad, efter Ryssland och USA. Rymdpromenaden varade under 20 minuter. Zhai Zhigang var den enda som egentligen rörde sig utanför rymdskeppet, medan Liu Boming stannade i luftslussen.
I början av rymdpromenaden utlöstes ett brandlarm ombord på rymdskeppet, vilket dock visade sig vara falskt.

## Besättning
Rymdfarkosten Shenzhou 7 hade tre mans besättning, befälhavaren Zhai Zhigang, Liu Boming och Jing Haipeng. Parallellt med dessa tränades en reservbesättning bestående av Chen Quan, Fei Junlong och Nie Haisheng för samma uppdrag.
Detta var första gången Kina skickade upp en rymdfarkost med tre mans besättning.